# Tanah Bumbu
Tanah Bumbu (indonez. Kabupaten Tanah Bumbu) – kabupaten w indonezyjskim Borneo Południowym. Jego ośrodkiem administracyjnym jest Batu Licin.
Kabupaten ten leży w południowo-wschodniej części prowincji, nad Morzem Jawajskim. W północnej jego części leży większy fragment Parku Narodowego Kayan Mentarang.
W 2010 roku kabupaten ten zamieszkiwało 267 929 osób, z czego 119 416 stanowiła ludność miejska, a 148 513 ludność wiejska. Mężczyzn było 139 686, a kobiet 128 243. Średni wiek wynosił 25,62 lat.
Kabupaten ten dzieli się na 10 kecamatanów:
- Angsana
- Batu Licin
- Karang Bintang
- Kuranji
- Kusan Hilir
- Kusan Hulu
- Mantewe
- Satui
- Simpang Empat
- Sungai Loban